# Orthiopteris cicutarioides
Orthiopteris cicutarioides är en ormbunkeart som först beskrevs av Bak., och fick sitt nu gällande namn av Edwin Bingham Copeland. Orthiopteris cicutarioides ingår i släktet Orthiopteris och familjen Saccolomataceae. Inga underarter finns listade.